# ال گرکو
اِل گِرکو (اسپانیایی: El Greco‎، به معنی «یونانی»، به یونانی: Δομήνικος Θεοτοκόπουλος) نقاش، مجسمه‌ساز و معمار دوران رنسانس اسپانیا بود.
او در هفتم آوریل سال ۱۵۴۱ در شهر کرت زاده شد. کرت در آن زمان بخشی از جمهوری ونیز بود که مرکز هنر پسا-بیزانسی محسوب می‌شد. او قبل از مهاجرت به ونیز (در آن زمان دیگر هنرمندان یونانی نیز چنین می‌کردند) در نقاشی آموزش کامل دید و به استادی رسید. در سال ۱۵۷۰ به رم نقل مکان کرد، در آنجا کارگاهی گشود و به کار پرداخت. در طول مدت اقامتش در ایتالیا سبک خود را با استفاده از عناصر منریسم و رنسانس ونیزی تکمیل کرد.
در سال ۱۵۷۷ به شهر تولدو واقع در اسپانیا رفت و تا به هنگام مرگ در آنجا به زندگی و کار پرداخت. ال گرکو در تولدو سفارش‌های بسیاری دریافت کرد و بهترین کارهایش را در آنجا به ثمر رسانید.
در روند تحول هنر گرکو سه مرحله متمایز وجود دارد. آثار مرحله نخست (۰۱۵۸۰–۱۵۷۰۹) تأثیر هنر استادان ونیزی به خصوص تیسین را بازمی‌تابند. محو شدن طراحی خطی، عدم محدودت رنگ‌ها، و تسلط کیفیت‌های صرفاً تصویری را می‌توان از مشخصات عمده این آثار دانست.
هم چنین در کاربرد اغراق‌آمیز نور و سایه، و روش چهره‌نگاری اش، متأثر از تینتورتو، ورونزه، و تا حدی کاراوادجو بوده. پرده تثلیث مقدس مربوط به این دوره‌است. گرکو در مرحله دوم (۱۶۰۴–۱۵۸۰) ریتم و حرکت را با جنبه‌هایی از هنر بیزانسی در هم می‌آمیزد. از آثار این دوره میاتوان به پرده شهادت مریس قدیس اشاره کرد، که به سفارش فیلیپ دوم ساخته شد، ولی مورد قبول قرار نگرفت، و همچنین پرده تدفین کنت ارگاز، به این دوره تعلق دارد. این پرده برخوردار از مضمونی افسانه‌ای، و پر از چهره‌ها، پیکرها و عناصر متباین است. با این حال در آن دو عالم زمینی و آسمانی، سنگینی و وقار بخش پایین تصویر و والایی و تابندگی روح القدس در بخش بالا به خوبی وحدت یافته‌اند. نگاه بیننده از مراسم تدفین به آسمان کشانیده می‌شود و در آنجا یحیی تعمیددهنده شفاعت روح کنت پارسا را از مسیح می‌طلبد. این گونه تجلیل روحانی عمده‌ترین خصلت کارهای گرکو است. نمونه دیگر چنین رویکردی را در پرده پایین آوردن جسد مسیح از صلیب می‌توان ملاحظه کرد.
در سال‌های بعد گرکو بیش از پیش به تجسم زیبایی باطنی همت گماشت، و در واپسین مرحله تحول کارش، بیان معنوی کاملی را به دست آورد. گویایی و سادگی شکل و رنگ در نقاشی‌هایش بارزتر شدند. شدت بیان ناشی از کژنمایی و کشیدگی پیکرها، و نیز بهره‌گیری از نور و رنگ غیر متداول (فام‌های آبی و زرد لیمویی)، رفعت و تشعشع روح قدسی را به تماشاگر القا می‌کنند. یکی از جسورانه‌ترین نقاشی‌های او منظره‌ای از تولدو است که در آن رؤیای چیرگی طبیعت بر انسان به طرزی تکان دهنده مجسم شده.
عدول از قواعد سنتی، رنگ‌سایه‌های سرد، نورهای قوی، قلمزنی چالاک، اعوجاج فضا و پیچ و تاب پیکرهای اثیری، شیوه گرایی (منریسم) تکامل یافته ال گرکو را می‌نمایانند. جنبش منریسم ایتالیایی را ناشی از رویدادهایی چون غارت رم، و جریان ضد اصلاح دینی می‌دانند. زمینه منریسم گرکو را در جنگ‌های اسپانیا با هلند، فاجعه قتل‌عام یهودیان، ویرانی تولدو، و اشاعه زهد و عرفان ایگناتیوس قدیس-بنیانگذار فرقه یسوعی-می توان یافت.
سبک دراماتیک و اکسپرسیونیستی ال گرکو، مورد تأیید معاصرینش واقع نشد؛ اما بالاخره در قرن ۲۰ مورد تحسین و ستایش قرار گرفت. ال گرکو منادی سبک‌های اکسپرسیونیسم و کوبیسم محسوب می‌شود و شخصیت او منبع الهامی برای نویسندگان و شاعرانی چون راینر ماریا ریلکه و نیکوس کازانتزاکیس بود. از نظر نقادان هنر، ال گرکو نقاشی چنان منحصربه‌فرداست که در هیچ مکتب خاصی طبقه‌بندی نمی‌شود.

## زندگی و فعالیت هنری

### سال‌های آغازین

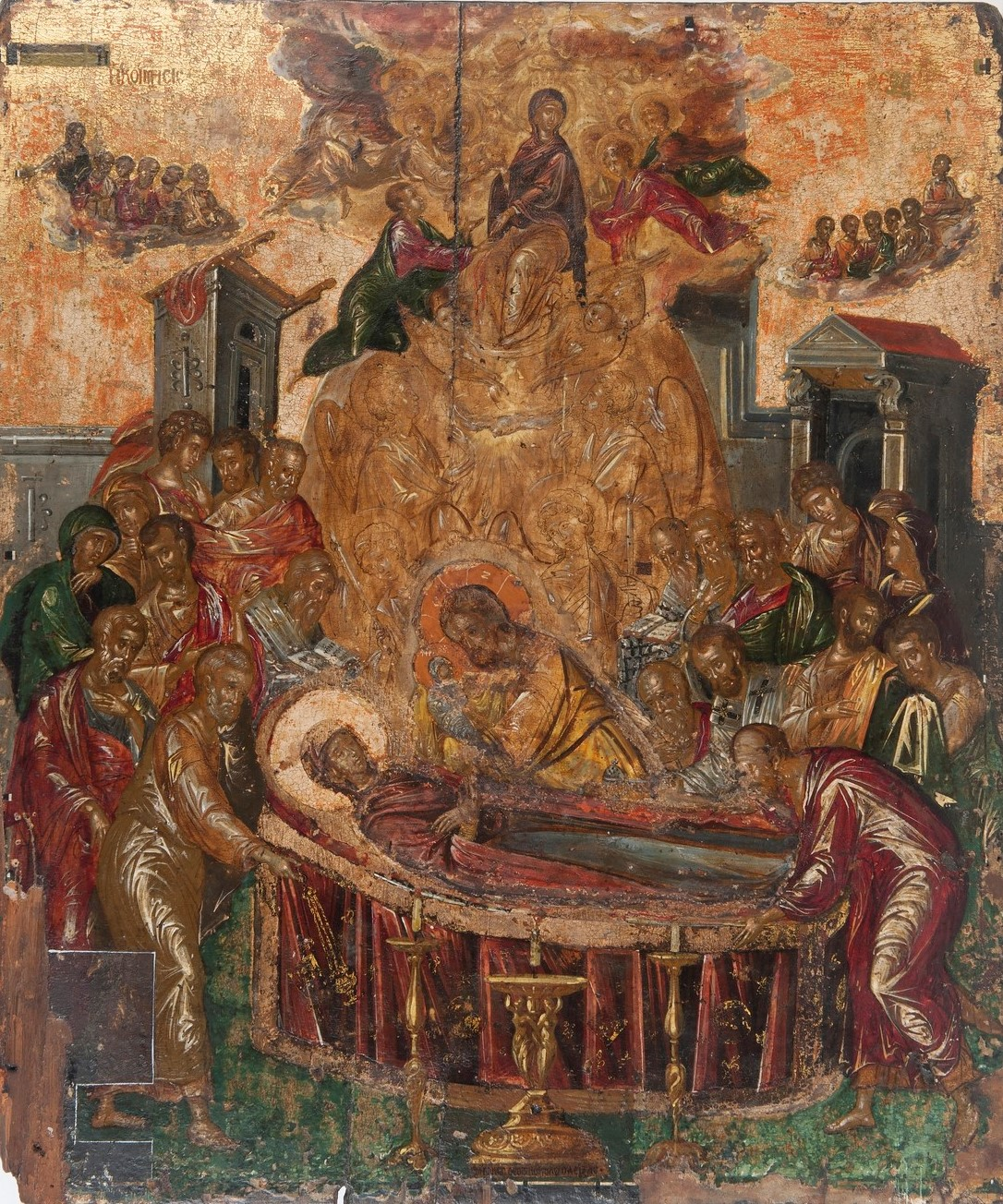
صعود باکره، قبل از ۱۵۶۷

ال گرکو در سال ۱۵۴۱ در دهکده‌ای به نام فودل یا کاندیا(نام گذشته هراکلیون)واقع در کرت زاده شد. او فرزند خانواده‌ای مرفه و شهری بود. پدرش (Geórgios Theotokópoulos)بازرگان و مسئول جمع‌آوری مالیات بود. هیچ اطلاعاتی در مورد مادر یا همسر اول او در دست نیست. برادر بزرگ‌تر ال گرکو(Manoússos Theotokópoulos) بازرگانی ثروتمند بود که سالیان آخر عمر خود را در خانه ال گرکو در تولدو گذرانید.
ال گرکو آموزش اولیه خود را به عنوان یک نقاش شمایل نگار در مدرسه کرت سپری کرد که در آن زمان مرکز برجسته هنر پسا-بیزانسی محسوب می‌شد. در کنار نقاشی، او احتمالاً آثار کلاسیک یونان و لاتین باستان را نیز مطالعه می‌کرده؛ چنانچه پس از مرگش کتابخانه‌ای شامل ۱۳۰ کتاب از خود بر جای گذاشت که در آن‌ها انجیل یونانی و مشروح وازارینیز به چشم می‌خورد.
کاندیا در آن زمان مرکزی برای فعالیت هنری به‌شمار می‌رفت. جایی که فرهنگ‌های شرقی و غربی در کنار یکدیگر همزیستی مسالمت‌آمیزی داشتند. هم چنین ۲۰۰ نقاش فعال در قرن ۱۶ درآنجا سکونت داشتند، در آنجا نقاشان دارای یک صنف سازمان یافته مخصوص به خود بودند که بر اساس مدل ایتالیایی طرح‌ریزی شده بود. از ال گرکو در یکی از سندهای باقی‌مانده از آن دوران به عنوان استاد نام برده شده که به این معنی است که او یکی از استادان صنف نقاشان بوده و احتمالاً کارگاهی شخصی داشته.
سه سال بعد در ماه ژوئن سال ۱۵۶۶ به عنوان شاهد یک قرارداد نام خود را به عنوان μαΐστρος Μένεγος Θεοτοκόπουλος σγουράφος (استاد منگوس تئوتوکوپولوس نقاش) امضا کرد. بیشتر محققان بر این باورند که خانواده تئوتوکوپولوس به احتمال قریب به یقین جزو ارتدوکسهای یونانی بودند. گرچه برخی منابع موجود است که او را از بدو تولد کاتولیک می‌دانند. مانند بسیاری از مهاجران ارتدوکس به اروپا، او ظاهراً پس از مهاجرت به اسپانیا به کاتولیسیسم گروید. ال گرکو در وصیت‌نامه اش او از خود به عنوان یک کاتولیک معتقد یاد می‌کند؛ با این وجود برخی از محققان همچون پرولاکیس با تردید اعلام می‌کنند که شاید او اساساً اعتقادی به مذهب کاتولیک نداشته‌است.

### ایتالیا

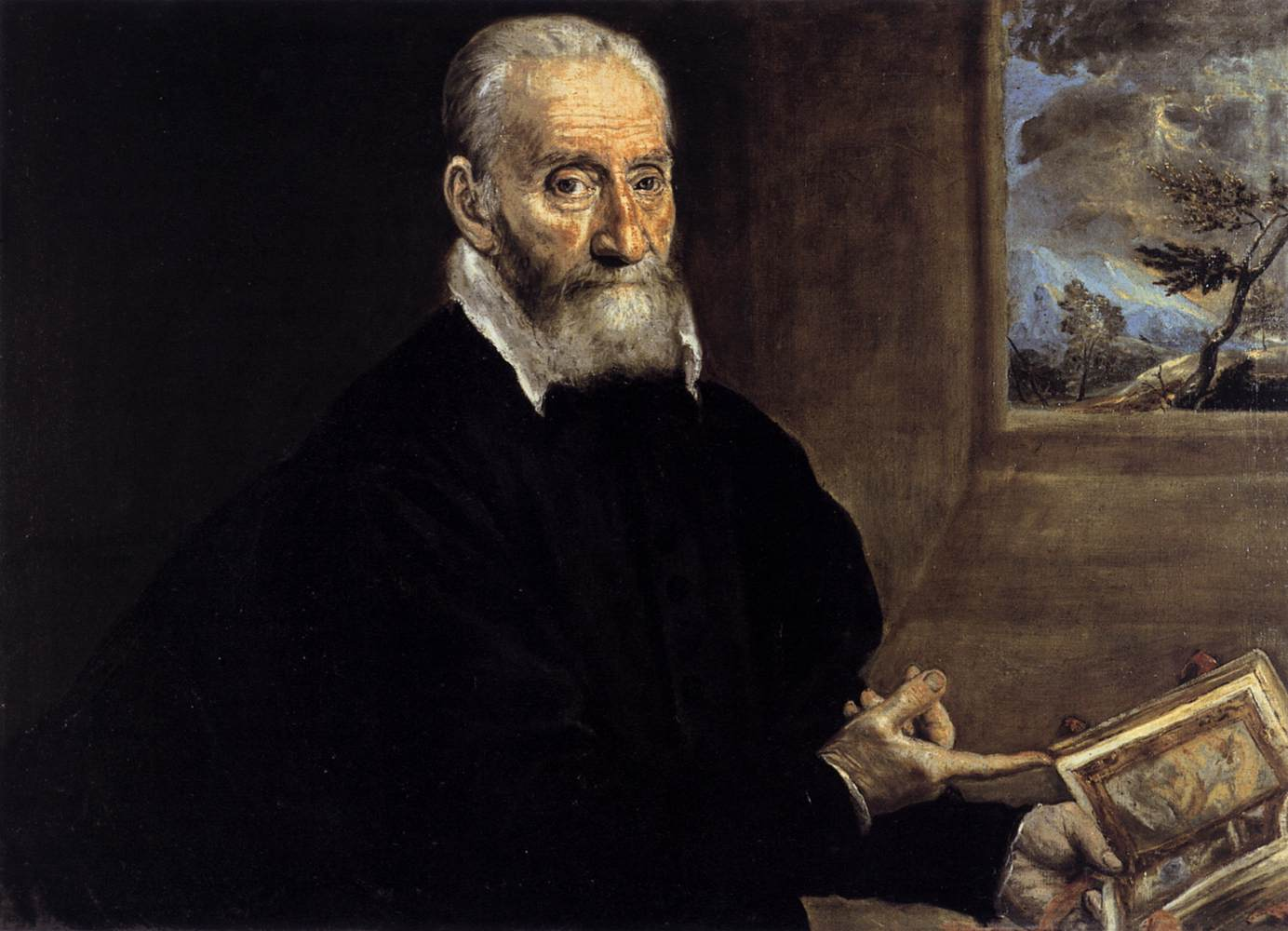
Portrait of Giorgio جولیو کلویو, the earliest surviving portrait from El Greco (c. 1570, نقاشی رنگ روغن، 58 × 86 cm, Museo di Capodimonte, ناپل).

برای ال گرکوی جوان طبیعی بود که برای دنبال کردن فعالیت حرفه‌ای خود به ونیز برود. کرت از سال ۱۲۱۱ تحت تملک جمهوری ونیز بود. هر چند سال دقیق آن مشخص نیست اما اکثر محققان بر این باورند که او در سال ۱۵۶۷ به ونیز رفت. اطلاعات دربارهٔ سال‌های اقامت ال گرکو در ایتالیا بسیار محدود است. او تا سال ۱۵۷۰ در ونیز زندگی کرد. بر اساس‌نامه‌ای که از جولیو کلوویو-برجسته‌ترین مینیاتوریست آن زمان-به جای مانده‌است، ال گرکو شاگرد تیسین بود که در آن زمان دهه ۸۰ عمر خود را سپری می‌کرد. این ممکن است به این معنی باشد که گرکو در استودیوی بزرگ تیسین کار می‌کرده‌است. کلوویو هم چنین در نامه‌اش از ال گرکو به عنوان استعدادی نادر در نقاشی نام می‌برد.
مشخص نیست که او چند سال در رم باقی‌ماند، هر چند ممکن است قبل از اینکه به اسپانیا نقل مکان کند به ونیز بازگشته باشد. (۱۵۷۵–۱۵۷۶)
ال گرکو به عنوان مهمان در قصر فارناسه پذیرفته شد که توسط کاردینال الساندرو فارناسه تبدیل به مرکز هنری و روشنفکری شهر شده بود. در آنجا بود که با نخبگان روشنفکر شهر آشنا شد؛ کسانی همچون محقق رومی فولویو اورسینی که هفت عدد از آثار ال گرکو را در مجموعه شخصی اش موجود است. (شامل نمایی از کوه سینا و پرتره‌ای از کلوویو).
برخلاف دیگر هنرمندان کرتی ای که به ونیز نقل مکان کرده بودند، ال گرکو به شکل قابل ملاحظه‌ای سبک خود را تغییر داد و تلاش کرد تا خود را یه وسیله ابداع تفسیرهای جدید و غیرمعمول از موضوعات مذهبی سنتی متمایز کند. آثار خلق شده توسط او در این دوران، متأثر از سبک رنسانس ونیزی آن زمان است: با فیگورهایی چابک و کشیده مشابه آثار تینتورتو و چهار چوب رنگی ای که به تاسی از تیسین کشیده شده‌اند.
نقاشان ونیزی هم چنین به او آموختند تا ترکیب بندی‌های پر فیگور خود را در مناظر پر جنب و جوش و همراه با نورهای اتمسفریک نقاشی کند. کلوویو روایت می‌کند که در یک روز تابستانی هنگامی که گرکو هنوز در رم بود او را ملاقات می‌کند. او را در اتاقی تاریک می‌یابد و هنگامی که دلیلش را می‌پرسد، ال گرکو پاسخ می‌دهد که از نظر او تاریکی برای برای اندیشه سودمند تر است تا روشنایی روز، که روز، نور درونی او را آشفته می‌کند.
در زمانی که ال گرکو وارد رم شد، میکل آنژ و رافائل مرده بودند؛ اما آثار آن‌ها همچنان بلند مرتبه‌ترین و عالی‌ترین آثار هنری محسوب می‌شدند و برای نسل جدید نقاشان، هنوز دارای عظمتی در بر گیرنده بودند. ال گرکو مصمم بود که با دفاع از ایده‌های شخصی خود در باب هنر، تأثیر پابرجایی در صحنه هنری رم بر باقی بگذارد. او کورجیو و پارمیجیانینو را ستایش می‌کرد اما ابایی از مخالفت با آخرین داوری کلیسای سیستین میکل آنجلو نداشت. او به پاپ پیوس پنجم پیشنهاد داد تا روی کل نقاشی را دوباره این بار بر اساس عقاید کاتولیک سخت گیرانه تر و نوآورانه تر نقاشی کند. بعدها که از او نظرش را راجع به میکل آنجلو پرسیدند او در پاسخ گفت که او مرد خوبی بود اما نمی‌دانست چه طور باید نقاشی کشید.
به این ترتیب ما با یک پارادوکس مواجه می‌شویم:گفته می‌شود که ال گرکو در برابر میکل آنجلو واکنش‌هایی شدید و حتی محکوم‌کننده نشان می‌داد، اما مقاومت در برابر تأثیر میکل آنجلو نیز را ناممکن می‌دید. تأثیرات میکل آنجلو در کارهای متاخر ال گرکو مانند تمثیل اتحاد مقدس دیده می‌شود. با نقاشی کردن پرتره‌های میکل آنجلو، تیسین، کلوویو، و احتمالاً رافائل در یکی از آثارش (تطهیر معبد)، او نه تنها قدردانی خود را نسبت به این استادان ابراز می‌کند بلکه تا آنجا جلو می‌رود که خود را به عنوان رقیب آن‌ها معرفی می‌کند. همان‌طور که از گفته‌های خود ال گرکو بر می‌آید او تیسین، میکل آنجلو و رافائل را الگوهایی برای رقابت کردن می‌دانست.
در تاریخ‌نگاری‌های قرن ۱۷، جولیو مانچینی، ال گرکو را میان نقاشانی نام می‌برد که به شیوه‌های مختلف ارزیابی دوباره‌ای را از آموزه‌های میکل آنجلو آغاز کردند. به دلیل عقاید هنری غیر متعارف او (مثل مخالفت او با تکنیک‌های میکلانجلو) و شخصیت خاصش به زودی دشمنانی در رم پیدا کرد. اسناد تازه کشف شده‌ای، آشکارکننده کشمکشی با کاردینال فارناسه هستند که از هنرمند جوان می‌خواهد تا قصر او را ترک کند. در ۶ ژوئیه ۱۵۷۲ ال گرکو رسماً از بابت این اتفاق شکایت می‌کند. چند ماه بعد در ۱۸ سپتامبر ۱۵۷۲ حق عضویت خود را به عنوان یک نقاش مینیاتور به صنف سنت لوک در رم پرداخت می‌کند. در پایان همین سال او کارگاه شخصی خود را باز می‌کند و به عنوان دستیار، لاتانزیو بوناستری دی لوسیگنانو و فرانسیسکو پربوسته را استخدام می‌کند.

### اسپانیا

#### مهاجرت به تولدو
در سال ۱۵۷۷، ال گرکو ابتدا به مادرید، و سپس به تولدو مهاجرت کرد، جایی که بهترین آثارش را خلق کرد.
در آن زمان، تولدو پایتخت مذهبی اسپانیا بود و شهری پرجمعیت با «گذشته‌ای درخشان، حالی پر رونق و آینده‌ای نا معلوم» بود.
در رم، ال گرکو موفق به جلب احترام و ستایش برخی از روشنفکران شده بود، اما با خصومت تعدادی از منتقدان هنری نیز مواجه بود. در طول دهه ۱۵۷۰ صومعه بزرگ کاخ ال اسکوریال هنوز در دست احداث بود. فیلیپ دوم پادشاه اسپانیا برای یافتن نقاشان خوب برای تزئین دیوارهای کاخ با نقاشی‌هایی با ابعاد بزرگ دچار مشکل شده بود.
تیسین و تینتورتو مرده بودند، و ورونزه و آنتونیوس مور حاضر به آمدن به اسپانیا نبودند.
فیلیپ مجبور شد به نقاش کم استعدادتری به نام خوان فرناندز دی ناوارت اکتفا کند که اثر او تحت عنوان gravedad y decoro (جدیت و ادب) مورد تأیید پادشاه واقع شده بود.
اما او در سال ۱۵۷۹ در گذشت، و این فرصتی طلایی برای ال گرکو محسوب می‌شد.
از طریق کلوویو و اورسینی، با بنیتو آریاس مونتانو؛اومانیست و کارگذار فیلیپ؛ پدرو چاکون، یک روحانی، و لوئیس دی کاستیلا، پسر دیگو دی کاستیلا، بالاترین مقام کلیسای جامع تولدو ملاقات کرد. دوستی ال گرکو با کاستیلا باعث دریافت نخستین سفارش‌های بزرگ او در تولدو شد.
او در ژوئیه سال ۱۵۷۷ به تولدو رسید، و برای انجام یک سری نقاشی، امضای قرارداد کرد؛ از جمله نقاشی‌هایی برای آراستن کلیسای سانتو دومینیگو ال آنتیگو و ال اسپولیوی معروف. تا سپتامبر ۱۵۷۹ او نه نقاشی را برای سانتو دومینیگو به پایان برد، از جمله تثلیث مقدس و صعود مریم باکره به آسمان. این آثار موجب اعتبار یافتن او در تولدو شدند.
ال گرکو برنامه‌ای برای اقامت دائم در تولدو نداشت، هدف نهایی او جلب موافقت فیلیپ و تأثیرگذاری در دربار او بود. در واقع، او موفق به دریافت دو سفارش مهم از پادشاه شد: تمثیل اتحاد مقدس و شهادت موریس قدیس؛ اما پادشاه از این آثار خوشش نیامد و دستور داد که نقاشی موریس مقدس به جای نمازخانه در نظرگرفته شده شده در جای دیگری نصب شود. او دیگر هیچ سفارشی به گرکو نداد. دلایل دقیق نارضایتی شاه هنوز مشخص نیست. برخی محققان این فرضیه را مطرح کردند که فیلیپ موافق گنجاندن افرادی که در قید حیات بودند، در نقاشی صحنه‌های مذهبی نبود؛ برخی دیگر آثار ال گرکو را ناقض قاعده اساسی جنبش ضد-اصلاح دینی می‌دانند:اینکه در اثر محتوا و مضمون باید از اولویت بالاتری نسبت به سبک برخوردار باشد.
فیلیپ علاقه زیادی به سفارش‌های هنری اش داشت، و سلیقه‌ای بسیار مشخص و قاطع داشت؛ مجسمه مسیح مصلوب بنونوتو سلینیکه مدت زیادی برای به دست آوردنش تلاش کرده بودند هم موفق به جلب رضایت شاه نشد، و به مکانی کم‌اهمیت تبعید شد. تجربه بعدی فیلیپ، با فدریکو زوکاری حتی فاجعه بارتر بود. در هر صورت، عدم رضایت فیلیپ تمامی امیدهای ال گرکو را برای به دست آوردن حمایت سلطنت از بین برد.

### سال‌های کمال و آثار متاخر

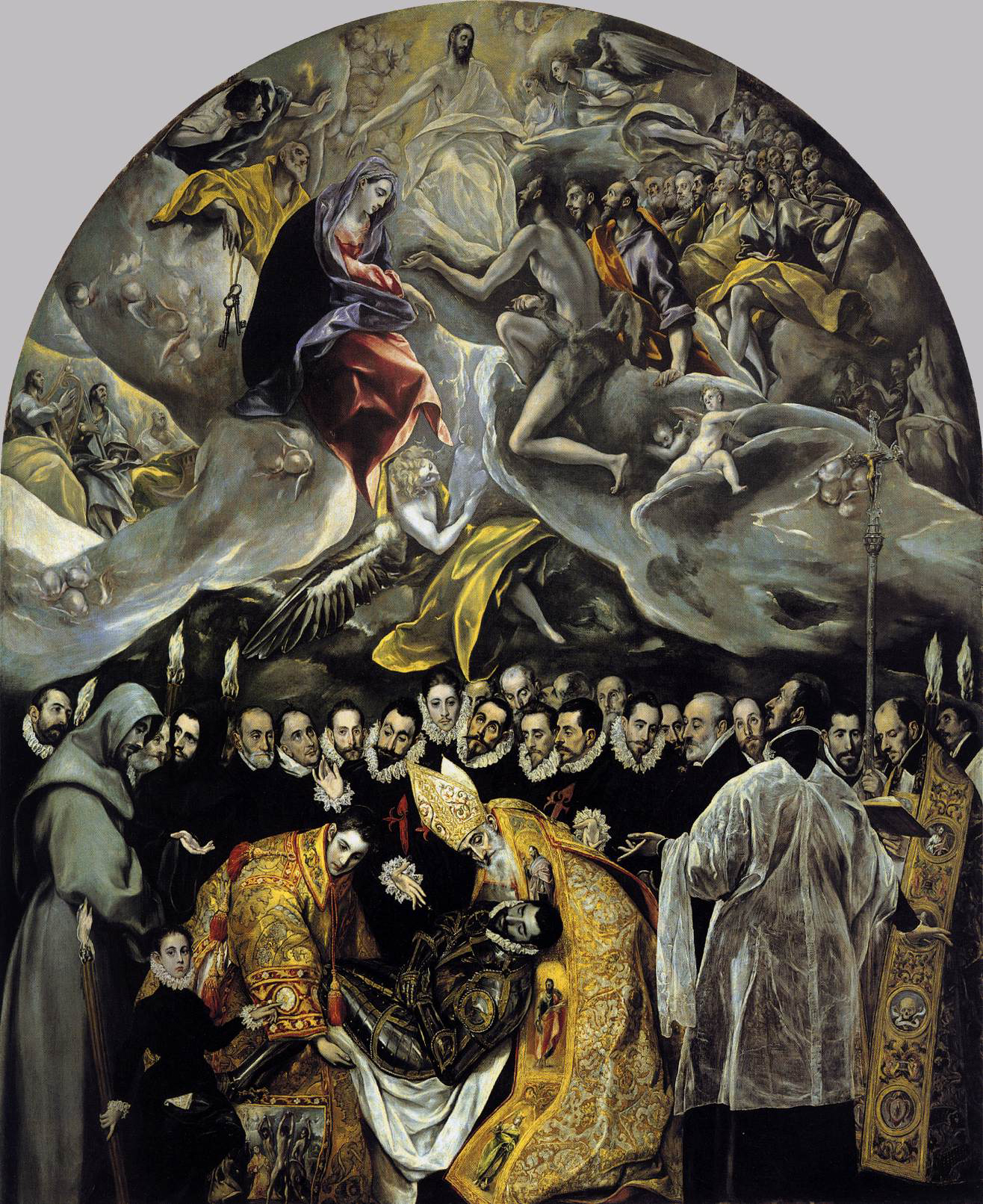
تدفین کنت ارگاز (۱۵۸۸–۱۵۸۶، رنگ‌وروغن روی بوم، ۴۸۰×۳۶۰ سانتیمتر، سانتو تومه، تولدو

با وجود عدم حمایت شاه، ال گرکو در تولدو باقی‌ماند، زیرا در تولدوی سال ۱۵۷۷ به عنوان نقاشی بزرگ، کسب اعتبار کرده بود. به نقل از هورتنسیو فلیکس پاراویسینو، شاعر و سخنور اسپانیایی قرن ۱۷، «کرت به او زندگی و پیشه نقاشی را بخشید، اما تولدو برای او وطنی بهتر بود، جایی که از طریق مرگ آغاز به رسیدن به حیات جاویدان را کرد.»
در سال ۱۵۸۵، به نظر می‌رسد که دستیاری استخدام کرده، نقاشی ایتالیایی به نام فرانسیسکو پربسته، و همچنین کارگاهی دایر کرده که در آن به جز نقاشی، چهارچوب‌های محراب و مجسمه نیز ساخته می‌شده‌است. در مارس ۱۵۸۶ او سفارش مراسم تدفین کنت ارگاز را دریافت کرد که امروزه شناخته شده‌ترین اثر او به‌شمار می‌رود. ال گرکو در دهه ۱۵۹۷ تا ۱۶۰۷ تعدادی از خلاقانه‌ترین آثارش را به وجود آورد.

تابلوی لائوکوئون

در طول این سال‌ها سفارش‌های بزرگ زیادی دریافت کرد، و در کارگاهش آثار تصویری و مجسمه‌های زیادی برای بسیاری از نهادهای مذهبی خلق کرد. چند تن از بزرگ‌ترین سفارش‌های او در این سال‌ها عبارت اند از:سه محراب برای نمازخانه سن خوزه در تولدو، سه نقاشی برای کلجیو دی دنا ماریا دی آراگون (۱۵۹۶–۱۶۰۰)، صومعه آگوستینی در مادرید، و محراب اصلی و چهار محراب جانبی، و نقاشی سنت ایلدفونسو برای بیمارستان دلا کاردید (بیمارستان خیریه) در ایلسکاس. در صورت جلسات سفارش اثر لقاح معصوم، که توسط کارکنان شهرداری تنظیم شده، ال گرکو به عنوان «یکی از بزرگ‌ترین مردان این پادشاهی و همچنین خارج از قلمرو این سلطنت» توصیف‌شده‌است.
بین سال‌های ۱۶۰۷ و ۱۶۰۸ ال گرکو درگیر نزاع قانونی فرساینده‌ای با مقامات بیمارستان خیریه ایلسکاس در اعتراض به عدم پرداخت هزینه قراردادی شد؛ که شامل آثار نقاشی، مجسمه و معماری می‌شد. این مورد و دیگر منازعات حقوقی در مشکلات مالی ای که او در اواخر عمرش بدان دچار شده بود، نقش داشتند. در ۱۶۰۸، او آخرین سفارش بزرگش را دریافت کرد:برای بیمارستان یحیی تعمید دهنده در تولدو.
تولدو دیگر خانه ال گرکو محسوب می‌شد. در اسناد باقی‌مانده ذکر شده که او از ۱۵۸۵ به بعد مجموعه مسکونی دربرگیرنده سه آپارتمان و ۲۴ اتاق را اجاره کرده که به مارکیز دی ویلنا تعلق داشته‌است.
در این آپارتمان‌ها که کارگاه او نیز بودند، ال گرکو مابقی عمرش را به نقاشی و مطالعه گذراند. در طول دوره انجام یک سفارش برای بیمارستان تاورا، ال گرکو به شدت بیمار شد، و یک ماه بعد، در ۷ آوریل ۱۶۱۴، درگذشت. او در کلیسای سانتو دومینیگو ال آنتیگوا دفن شد و در هنگام مرگ ۷۳ سال داشت.

## تکنیک و سبک

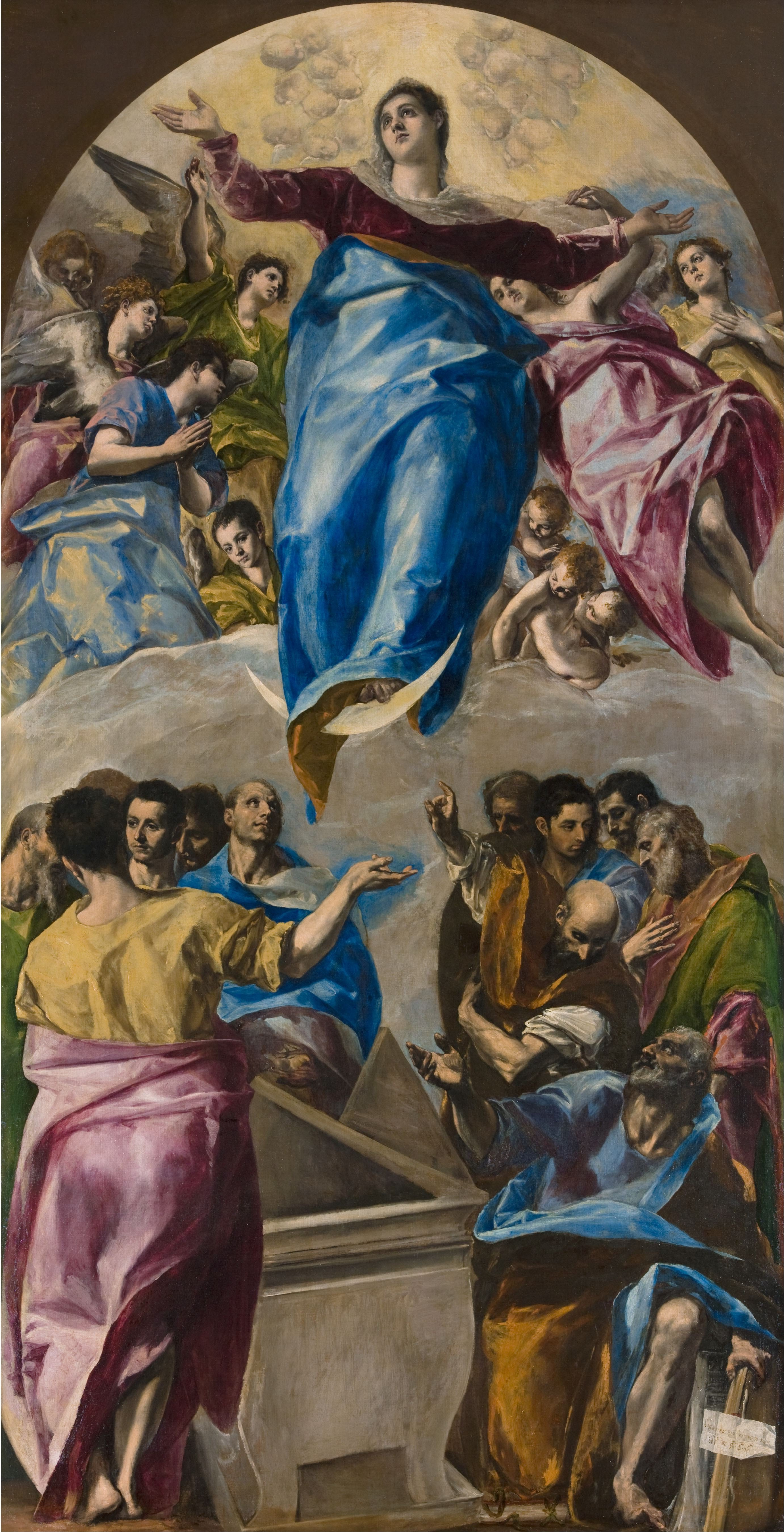
صعود مریم باکره به آسمان (۱۵۷۷–۱۵۷۹، رنگ روغن،

برتر شمردن قوه تخیل و شهود بر سرشت سوبژکتیو و عقلانی در خلق اثر هنری اصل بنیادین سبک ویژه ال گرکو است.
ال گرکو معیارهای کلاسیک زیبایی‌شناسی چون تناسب و اندازه را مردود می‌شمرد. او معتقد بود که وقار و لطافت والاترین مقصود هنر است اما نقاش تنها هنگامی یه آن دست می‌یابد که بتواند غامض‌ترین مشکلات را با راحت‌ترین بدیهیات حل کند.
ال گرکو رنگ را مهم‌ترین و مهار ناپذیرترین عنصر نقاشی می‌دانست، برای او رنگ از اهمیت بیشتری نسبت به فرم برخوردار بود.
یکی دیگر از مشخصه‌های سبک متاخر ال گرکو استفاده از نور است. به نظر می‌رسد که هر شکل نوری را از درون خود بازتاب می‌دهد که از درونش و منبعی نامرئی نشئت می‌گیرد. محققان اهمیت و قدرتی که نقاش به نور می‌دهد را ملهم از ایده‌های نهفته در سنت نو افلاطونی مسیحی می‌دانند.
ال گرکو به عنوان یک نقاش پرتره هم سرآمد بود. او نه تنها قادر به تصویر کشیدن ویژگی‌های ظاهری فرد بود، بلکه شخصیت او را نیز در اثر نمایان می‌کرد. تعداد پرتره‌های او از تعداد نقاشی‌های مذهبی او کمتر است، اما از نظر ارزش هنری برابر با یکدیگرند. یکی از ویژگی‌هایی که در آثار متاخر او به چشم می‌خورد، تمایل به صحنه پردازی کردن و نمایشی جلوه دادن به جای توصیف کردن است. در نقاشی‌های او احساسات پرشور مذهبی به شکلی بی واسطه و مستقیم به مخاطب منتقل می‌شود.
اجرای گاهی خشن و در ظاهر بی دقت او را نتیجه مطالعه‌ای طولانی برای دستیابی به آزادی سبک می‌دانند.
علاقه او برای ترسیم فیگورهای فوق‌العاده بلند و باریک و ترکیب بندی‌های کشیده _که هم به تمایلات اکسپرسیونیستی او و هم به اصول زیایی‌شناسی مورد تأیید او وفادار بودند_او را به بی اعتنایی به قوانین طبیعت و هر چه بیشتر کشیده کردن ترکیب بندی‌هایش رهنمون کرد که نمونه بارز آن نقاشی‌هایی است به برای محراب‌ها کشیده‌است. آناتومی بدن انسان در کاهای واپسین او هرچه بیشتر خصلتی آن جهانی می‌یابند. به نقل از او «چرا که تنها در این صورت فرم کمال می‌یابد و تقلیل پیدا نمی‌کند که تقلیل یافتن آن بدترین چیزی است که یک فیگور می‌تواند به آن دچار شود.»
یکی از قابل توجه‌ترین نوآوری‌های ال گرکو در هم تنیدگی فرم و فضا و ارتباط متقابلی است که بین این دو شکل می‌گیرد که کاملاً سطح نقاشی را یکپارچه می‌کند. این در هم تنیدگی، سه قرن بعد در کارهای پیکاسو و سزان دوباره ظهور می‌کند.

## زمینه‌های فکری و اجتماعی
توازن پایداری که در حوالی آغاز سده پانزدهم، با پیدایش طبقه متوسطی که رفتار درباریان را تقلید می‌کردند، و نیز با ظهور دربار پاپ که از لحاظ مالی نیرومند و از نظر سیاسی بلند پرواز بود، به وجود آمد، عمری کوتاه داشت. پس از پایان پذیرفتن برتری اقتصادی ایتالیا، و تکان شدیدی که با نهضت اصلاح به ارکان کلیسا وارد آمد، و تهاجم فرانسوی‌ها و اسپانیایی‌ها و بالاخره غارت رم، دیگر حتی افسانه توازن و ثبات وضع امور قابل دفاع نبود. در سده شانزدهم، مانریسم هنر درباری به تمام معنی است، و در تمام دربارهای متنفذ اروپا بر سایر سبک‌ها ترجیح داده می‌شود. تجدید حیات مذهبی این دوره، عرفان جدید، اشتیاق به مسائل روحانی، تحقیر جسم و استغراق در تجربه امور مافوق طبیعی، منجر به تجدید حیات ارزش‌های گوتیک می‌شود، و این ارزش‌ها جلوه خارجی خود را، تنها در اشکال ظریف سبک منریستی می‌یابند.
وحدت پیچیده طبیعت‌گرایی و روحانیت، و هم چنین اتحاد شکل گرایی و بی‌شکلی، واقعیت و انتزاع، در هنر استادان منریست فرمول اساسی سبکی است که ایشان در آن سهیمند. تباین این گرایش‌های مختلف نشان در هم ریختگی معیارهای واقعیت و نتیجه کوشش نومیدانه‌ای است که می‌خواهد روحانیت سده‌های میانه را با واقع گرایی رنسانس هماهنگ و همساز کند. در رنسانس، تمام نظام پرسپکتیو سازی، و همه قواعد نسبت‌ها و فن ساختمان، صرفاً وسایلی بودند که به هدف نهایی وحدت و منطق فضایی خدمت می‌کردند. مانریسم با در هم شکستن ساختار فضای رنسانس آغاز می‌شود. این در هم شکستن و وحدت فضایی تصویر، به بهترین وجه در این امر نمایان است که بین اندازه پیکر ها و اهمیت موضوعی آن‌ها رابطه‌ای وجود ندارد. مضمون‌هایی که به نظر می‌رسد برای موضوع واقعی تصویر در درجه دوم اهمیت قرار دارند اغلب بیش از اندازه برجستگی می‌یابند، حاصل این شیوه برخورد، ایجاد فضایی رؤیا گونه است.
فلسفه نوافلاطونی یکی از عوامل تأثیرگذار روی هنر ال گرکو است. از مفاهیم فلسفه نو افلاطونی، تابعیت جهان مادی، از جهان روحانی است. با افول نفوذ اندیشه‌های اراسموسی، این قبیل تفکرات نو-افلاطونی کم‌کم در اسپانیای آن زمان قدرت گرفتند. ذکر اینکه شایان اهمیت است که این گونه گرایش‌ها، جزو «شخصیت» فرقه‌های آگوستینی و فرانسیسکن محسوب می‌شدند؛ نحله‌هایی که ال گرکو با آن‌ها در ارتباط بود. یکی از تأثیرگذارترین مراجع نو-افلاطونی در قرن ۱۶ اسپانیا، شخصی بود با تخلص «سودو-دیونیزوس» که رساله‌ای به نام سلسله مراتب ملکوتی نگاشته بود. در این رساله، امر قدسی، تحت عنوان متا فیزیک نور تفسیر شده‌است. منبع نور درخشان، پروردگار است؛ نور بخشیده می‌شود به فرشتگانی که ساکن بهشت برینند، آنان نور بصیرت را انتقال می‌دهند و خود، به نور بصیرت «روشن» شده‌اند. آن‌ها نور را از یکی به دیگری، در سیری نزولی انتقال می‌دهند. در نهایت نور مقدس جان انسان را روشنایی می‌بخشد. انسان با کمک فرشتگان، می‌تواند در سلسله مراتب وجودی، از مرتبه فیزیکی به مرتبه قدسی صعود کند. او احتیاج دارد تا در جهان مادی تعمق کند؛ انوار این جهانی، نمود روشنگری غیر مادی هستند. ال گرکو به کرار اعتقاد خود را نسبت به این مفاهیم بیان کرده‌است. ترجمه تصویری این نظریات را در آثار او می‌توان رد یابی کرد.
یکی دیگر مفاهیم مطرح شده توسط سودو-دیونیزوس، که ال گرکو بسیار متأثر از آن است؛ سمبل فرشته-آتش است. بر طبق متن رساله، آتش، فرشتگان را روشنایی می‌بخشد. نور آن ناگهان گر می‌گیرد و به شکلی غیرقابل کنترل به بالا پرواز می‌کند. تصویر آتش، بر تبعیت از پروردگار روشنایی بخش دلالت می‌کند.
تصویر شعله در زیبایی‌شناسی آن دوره نه تنها بیانگر روشنایی، بلکه هم‌معنی با کشیدگی فرم است. درخشندگی نورها و رنگ‌ها در آثار گرکو، انعکاس نور قدسی است که سعی دارد ذهن ناظر را روشنایی بخشد. دگر دیسی‌های رنگ، فرم، فضا و نور در آثار ال گرکو، بیننده را به شدت با تناقص فضای تصویر شده در نقاشی و زندگی مادی خودش رو در رو می‌کند.

## معماری و مجسمه‌سازی
ال گرکو در زمان خود به عنوان مجسمه‌ساز و معماری بزرگ نیز شناخته می‌شد. او معمولاً کل ترکیب بندی محراب را انجام می‌داد، هم در نقش معمار و مجسمه‌ساز و هم به عنوان نقاش که نمونه آن اثری است که او برای بیمارستان دلا کاریداد انجام داده‌است. در آنجا او کل نمازخانه بیمارستان را تزئین کرد اما محراب چوبی و مجسمه‌های او به احتمال زیاد از بین رفته‌اند.

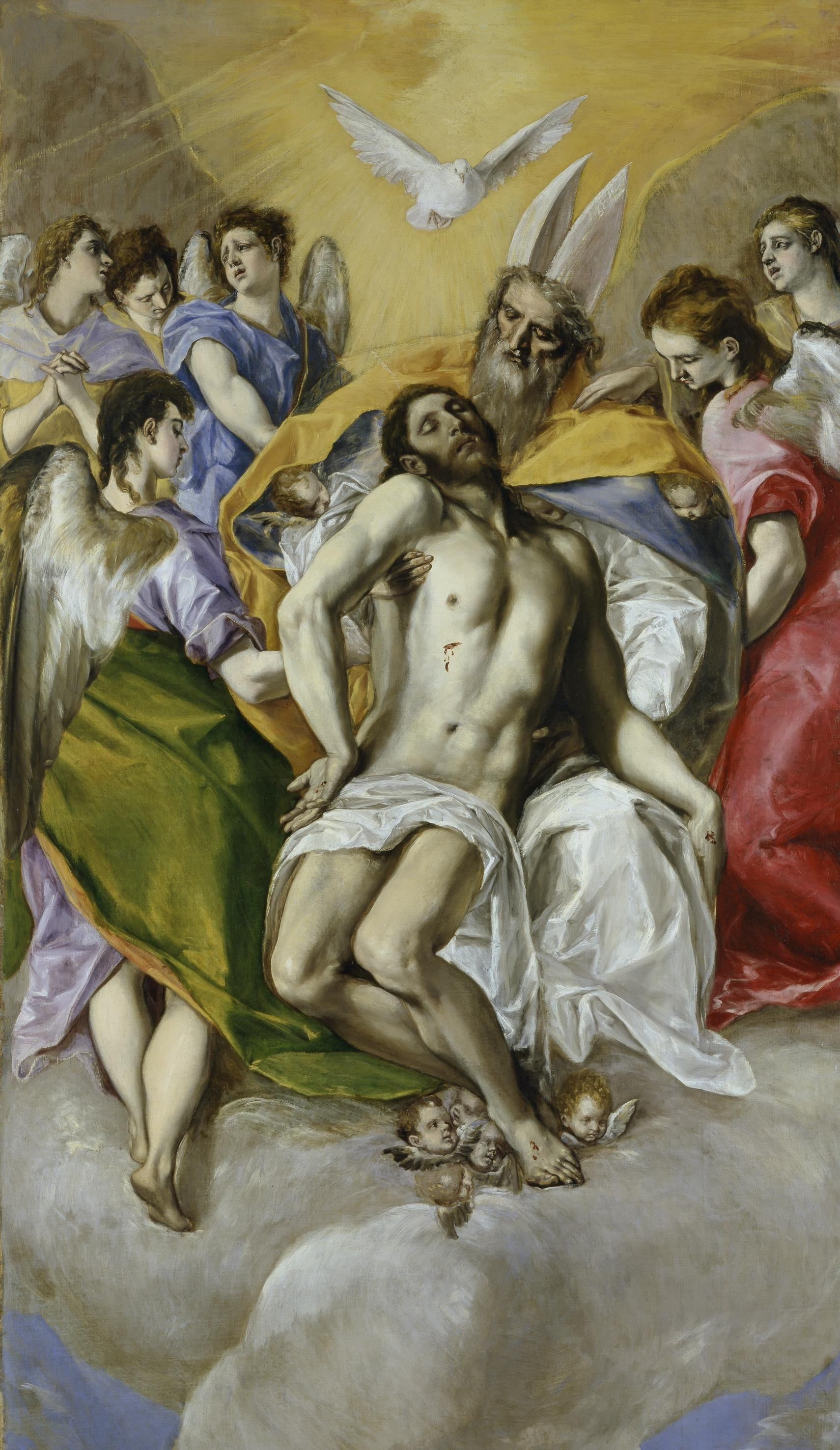
تثلیث مقدس، ۱۵۷۹

برای کلیسای ال اسپولیو او محرابی از چوب طلا کاری شده ساخت که اکنون نابود شده اما گروه کوچکی از مجسمه‌های معجزه قدیس ایلدفونسو هنوز در مرکز قسمت پایین قاب باقی‌مانده‌است.
مهم‌ترین دستاورد ال گرکو در معماری مربوط به کلیسا و صومعه قدیس دومینگو آنتیگو است که تعدادی مجسمه و نقاشی هم در آن از او به جای مانده.
ال گرکو به عنوان نقاشی شناخته می‌شود که معماری را وارد نقاشی‌های خود کرده‌است. ساخت قاب‌های معمارانه نقاشی‌هایش در تولدو نیز هم به خود او نسبت داده می‌شود.
ال گرکو با نظریه وجود قوانین در معماری مخلف بود او آزادی ابداع را مهم‌تر از همه چیز می‌دانست و مدافع تازگی، تنوع و پیچیدگی بود.
عقاید او برای محافل معماری زمانه اش بیش از حد افراطی بودند و بنابرین دنباله روی پیدا نکردند.

## میراث

### شهرت پس از مرگ
نسل‌های بعدی نقاشان شیوه نقاشی ال گرکو را به کنار نهادند چرا که آثار او از بسیاری جهات مخالف اصول باروک آغازین بود که در اوایل قرن ۱۷ ایجاد شد و به سرعت جایگزین منریسم شد.
ال گرکو غیرقابل درک تلقی می‌شد و هیچ پیرو مهمی نداشت. فقط پسر او و تعداد قلیلی از نقاشان گمنام کپی‌های ضعیفی از نقاشی‌های او را به جای گذاشتند.
در اواخر قرن ۱۷ و اوایل قرن ۱۸ مفسران اسپانیایی مهارت او را ستودند اما از سبک ضد طبیعت گرایانه و شمایل نگاری‌های پیچیده او انتقاد کردند.
برخی از مفسران کار او را مسخره و حقیر می‌خواندند. این دیدگاه به کرات در تاریخ‌نگاری‌های اسپانیایی تکرار شده‌است و معمولاً شامل واژه‌هایی چون عجیب و غریب و مرموز در توصیف کار اوست. عبارت «غرق در رمز و راز» که اغلب در این متون به چشم می‌خورد با گذشت زمان به «جنون» تغییر کرد.
با ظهور گرایش رمانتیک در اواخر قرن ۱۸ آثار ال گرکو از نو مورد بررسی قرار گرفتند.
از نظر نویسنده فرانسوی تئوفیل گوتیه، ال گرکو به خاطر میل به شیوه‌های افراطی و غریبش پیشرو جنبش رمانتیک اروپایی محسوب می‌شود.
گوتیه، ال گرکو را قهرمان ایدئال رمانتیک می‌دانست (نابغه، بد فهمیده شده و شوریده) و اولین کسی بود که علناً به تحسین سبک متاخر ال گرکو پرداخت.
از نظر هنرمند انگلیسی راجر فرای در سال ۱۹۲۰ ال گرکو نمونه آرمانی نابغه‌ای است که کاری را که به نظرش درست می‌رسید انجام می‌داد، بدون اینکه اهمیتی برای اینکه بیان حقیقت چه تأثیری بروی عموم می‌گذارد قائل شود. فرای ال گرکو را استاد پیری می‌دانست که نه تنها مدرن است بلکه حتی گام‌های فراوانی از ما جلوتر است و راه را به ما نشان می‌دهد.
| |  | |
| گشایش دروازه پنجم (۱۶۱۴–۱۶۰۸، رنگ‌وروغن، ۲۲۵×۱۹۳ سانتی‌متر، نیویورک، موزه متروپولیتن) برخی آن را منبع الهام اولیهٔ پیکاسو در خلق دوشیزگان آوینیون می‌دانند. |  | دوشیزگان آوینیون پیکاسو (۱۹۰۷، رنگ‌وروغن روی بوم، ۲۴۳٫۹×۲۳۳٫۷ سانتی‌متر، نیویورک، موزه هنر مدرن) شباهت‌هایی در سبک و مورفولوژی با گشایش دروازه پنجم دارد. |

در همان سال‌ها محققان دیگر فرضیات رادیکال دیگری را مطرح کردند. دو پزشک به نام‌های اگوست گلداسمیت و جرمن بریتنز چنین استدلال کردند که ال گرکو به دلیل مشکلات بینایی (احتمالاً آستیگماتیزم شدید یا استرابیسم)فیگورهای خود را تا این حد کشیده ترسیم می‌کرده و این مشکل باعث می‌شده که او بدن‌ها را بلندتر از اندازه حقیقی شان ببیند.
پزشک دیگری به نام مایکل آرتورو پررا ویژگی‌های سبک او را ناشی از تأثیر ماری جوانا می‌دانست.

### تأثیر روی دیگر هنرمندان
اوژن دولاکروا و ادوار مانه تحت تأثیر بیانگری رنگ‌های او قرار گرفتند. از نظر گروه سوارکار آبی، ال گرکو صاحب «ساخت و ساز عارفانه درون‌گرایانه‌ای» بود که باز کشف آن را وظیفه نسل خود می‌دانستند.
یکی از اولین نقاشانی که متوجه روابط ساختار گرایانه در ریخت‌شناسی آثار متاخر ال گرکو شد، پل سزان بود که یکی از پیش گامان کوبیسم محسوب می‌شود.
آنالیز ریخت شناسانه تطبیقی از کار این دو نقاش نشان می‌دهد که وجوه مشترکی چون اعوجاج بدن انسان، زمینه‌های قرمز و کار نشده و شباهت در پرداخت فضا در آثار این دو وجود دارد.
به گفته براون «سزان و ال گرکو برادران روحانی هستند با اینکه قرن‌ها با یکدیگر فاصله دارند.»
سمبولیست‌ها و پابلو پیکاسو در طول دوران آبی اش، از رنگ مایه‌های سرد ال گرکو و آناتومی فیگورهای زاهدانه او متأثر شد.
پیکاسو برای خلق تابلوی دوشیزگان آوینیون تابلوی گشایش دروازه پنجم ال گرکو را مطالعه کرد. شباهت بین این دو اثر در اوایل دهه ۸۰ تشخیص داده شد؛ زمانی که شباهت‌های سبکی و رابطه بین نقوش در هر دو کار مورد بازبینی قرار گرفت.
اکتشافات اولیه کوبیسم که توسط پیکاسو انجام شد، باعث شد که جنبه‌های دیگری از کار گرکو شناخته شود:آنالیز ساختار گرایانه ترکیب بندی‌هایش، شکست چند وجهی فرم، در هم تنیدگی فرم و فضا و جلوه‌های خاصی که برجسته سازی به اثر می‌دهد.
مشخصات متعددی در کوبیسم مانند اعوجاج و ارائه ماتریالیستی مفهوم زمان مشابه خود را در آثار ال گرکو دارند. به گفته پیکاسو ساختار کارهای ال گرکو کوبیستی است.
اکسپرسیونیست‌ها مسحور اعوجاجات فرمی موجود در آثار ال گرکو شدند. به گفته فرانتس مارک، یکی از مهم‌ترین نقاشان جنبش اکسپرسیونیسم آلمان، «ما همواره به ال گرکو با شعف و پافشاری اشاره می‌کنیم، زیرا شکوه آثار این نقاش، ارتباط تنگاتنگی با روند تحول تدریجی ادراکات جدید ما از هنر دارد.»
جکسون پولاک، یکی از وزنه‌های اصلی جنبش هنر اکسپرسیونیسم انتزاعی، در کارهای خود از ال گرکو تأثیر پذیرفت. در سال ۱۹۴۳، پولاک تحت تأثیر ال گرکو مجموعه ۶۰ طراحی را به انجام رساند و سه کتاب دربارهٔ استادان نقاشی کرتی داشت.
از نقاشان معاصری که از گرکو تأثیر گرفتند می‌توان به کایسا جانسون اشاره کرد. او از نقاشی لقاح معصوم ال گرکو به عنوان چارچوب ترکیب بندی برای تعدادی از کارهایش استفاده کرد.
هم چنین بازتاب اعوجاجات آناتومی‌های ال گرکو را در پرتره‌های فریتز چسنات می‌توان مشاهده کرد.
شخصیت و کارهای ال گرکو منبع الهامی برای راینر ماریا ریلکه شاعر بود. یک مجموعه از اشعار او مستقیماً در مورد تابلوی لقاح معصوم ال گرکو است.
نویسنده یونانی، نیکوس کازانتزاکیس، به دلیل احساس قرابت روحی با ال گرکو، عنوان خودزندگی نامه خود را گزارش‌هایی به ال گرکو گذاشت.
در سال ۱۹۹۸، آهنگساز یونانی ونگلیس، آلبومی سمفونیک به نام ال گرکو را به بازار داد که موسیقی آن ملهم از گرکو بود.
هم چنین چندین فیلم از زندگی او ساخته شده‌است.

## گفتاوردها
- مطالعه و تعمق در آثار استادان بزرگ امری ضروری است، اما محافظت از منش اصیلی که ضربانش درون روح شماست و با شمشیر به استقبال کسانی رفتن که قصد سرقتش را دارند اهمیت بیشتری دارد.
- من نقاشی می‌کشم زیرا ارواح دیوانه وار درون سرم زمزمه می‌کنند.
- من به خاطر هنر خود رنج می‌برم و از زراندوزان کم فهم و رذلی که ستایشش می‌کنند بیزارم.
- زبان هنر در جوهر خود الهی است و تنها توسط برگزیدگان درک می‌شود.
- تنها پس از از سر گذراندن سالیان درازی از تجربه تقلا و فقدان است که هنرمند جوان می‌تواند رنگ را لمس کند-و تنها در معیت برتر از خودش.
- هنر مندان ادراکی از ویرانی را خلق می‌کنند. روحیه آفرینندگی جستجویی است مشقت بار و به‌غایت پیچیده که در درون روح انجام می‌گیرد.
- من توسط خداوند توانا خلق شدم تا جهان را با شاهکارهایم پر کنم.
- هنر هر آنجایی است که می‌جوییدش، درود بر ستارگان درخشان که لکه گذاری‌های سبکبارانه خداوندند.

## نگارخانه

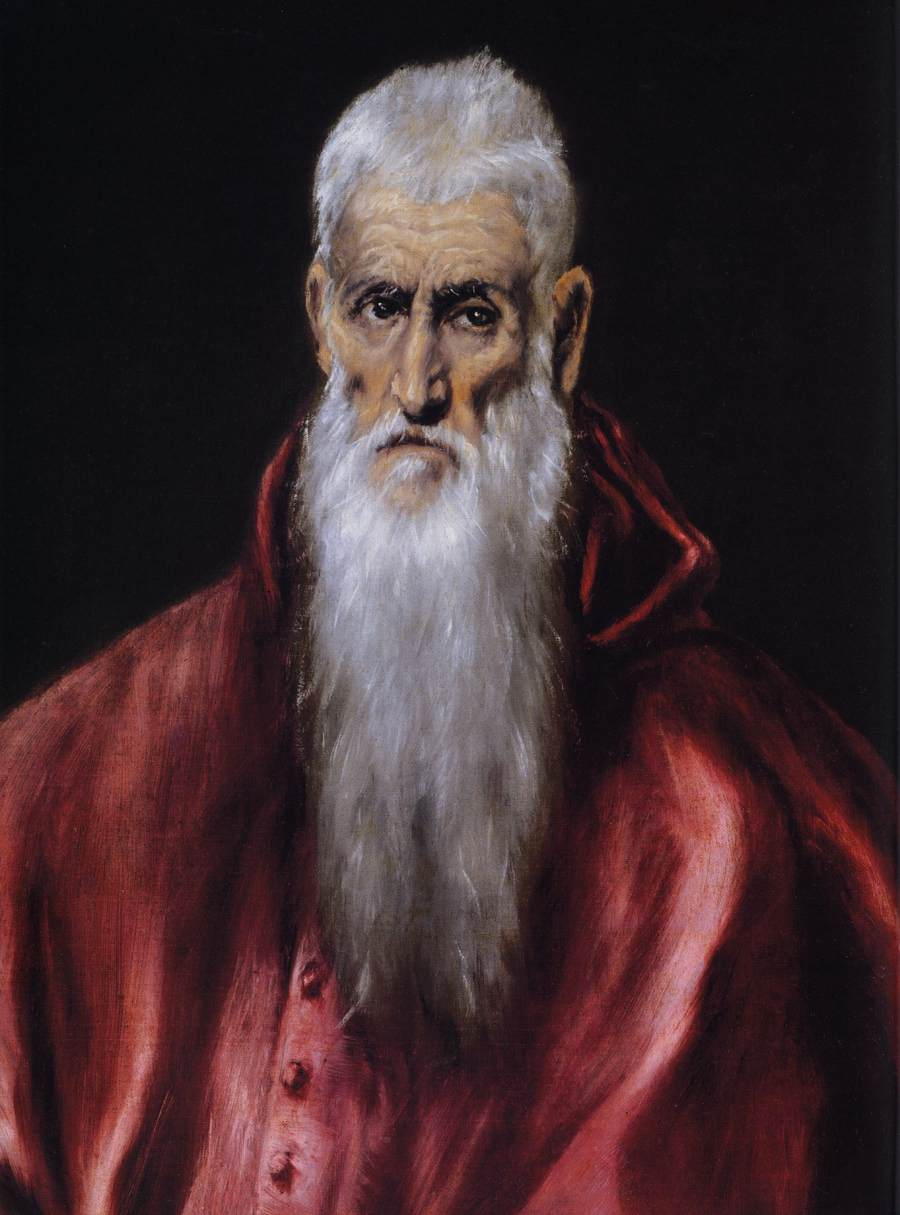
ال گرکو - سن ژروم به عنوان یک خردمند (جزئیات) - WGA10626
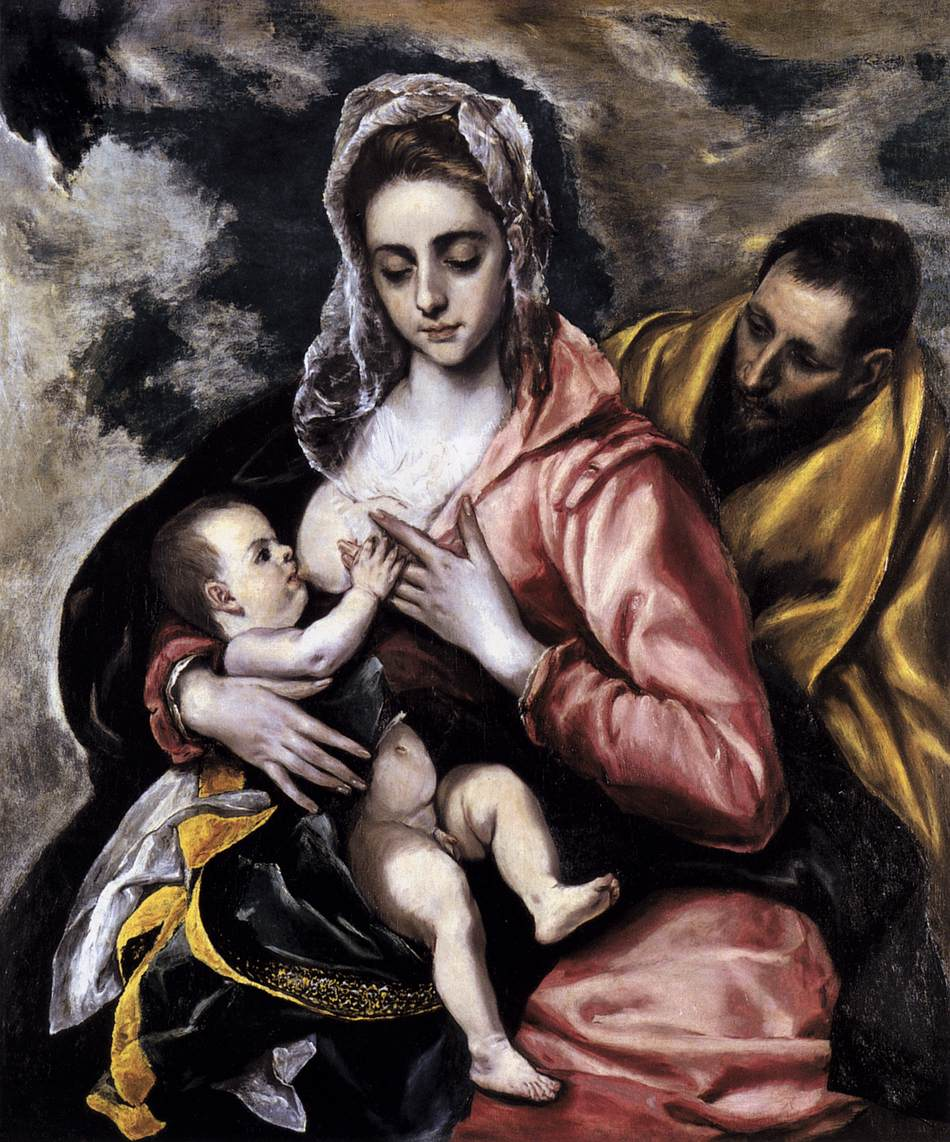
خانواده مقدس
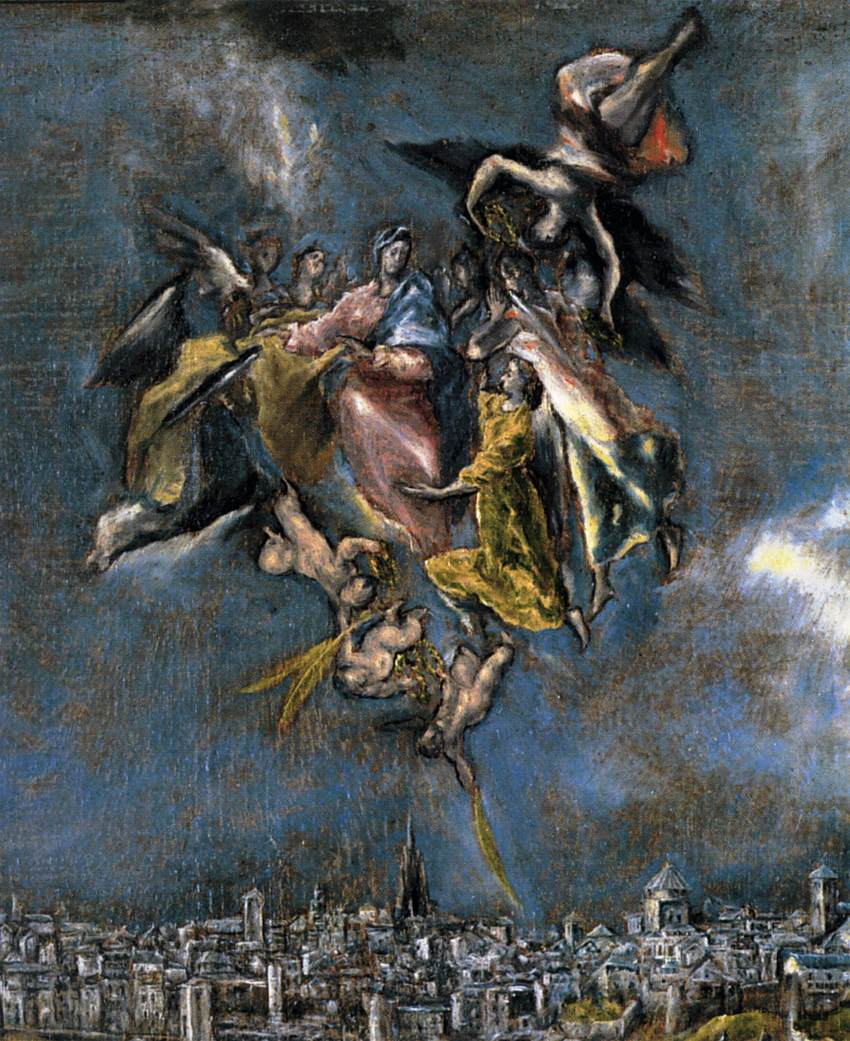
نقشه و شهر تولدو (جزئیات)
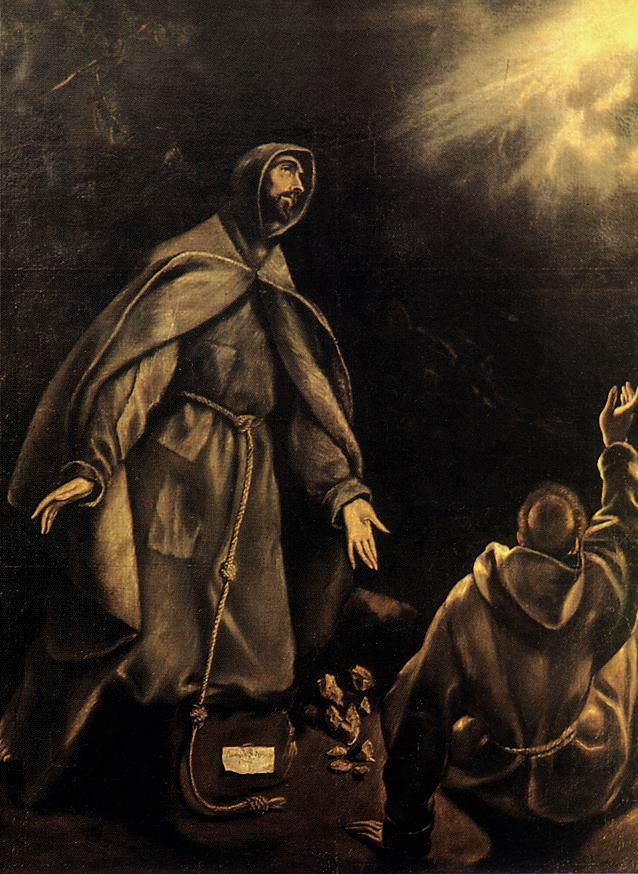
زخم‌های مسیح روی بدن سنت فرانسیس
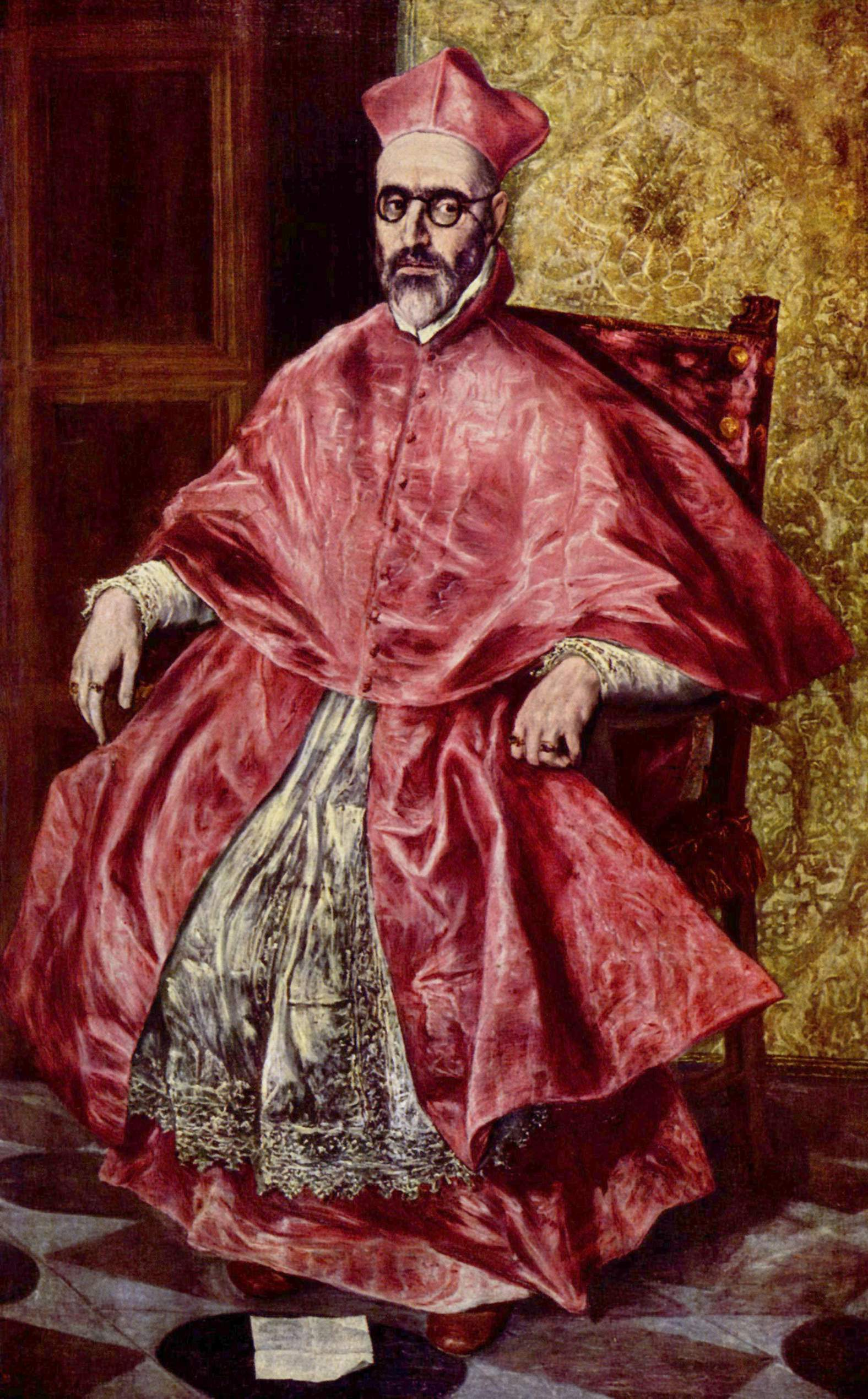
پُرترهٔ کاردینال دِ گوئِوارا مابین ۱۵۹۶ تا ۱۶۰۱ م. موزه متروپولیتن نیویورک
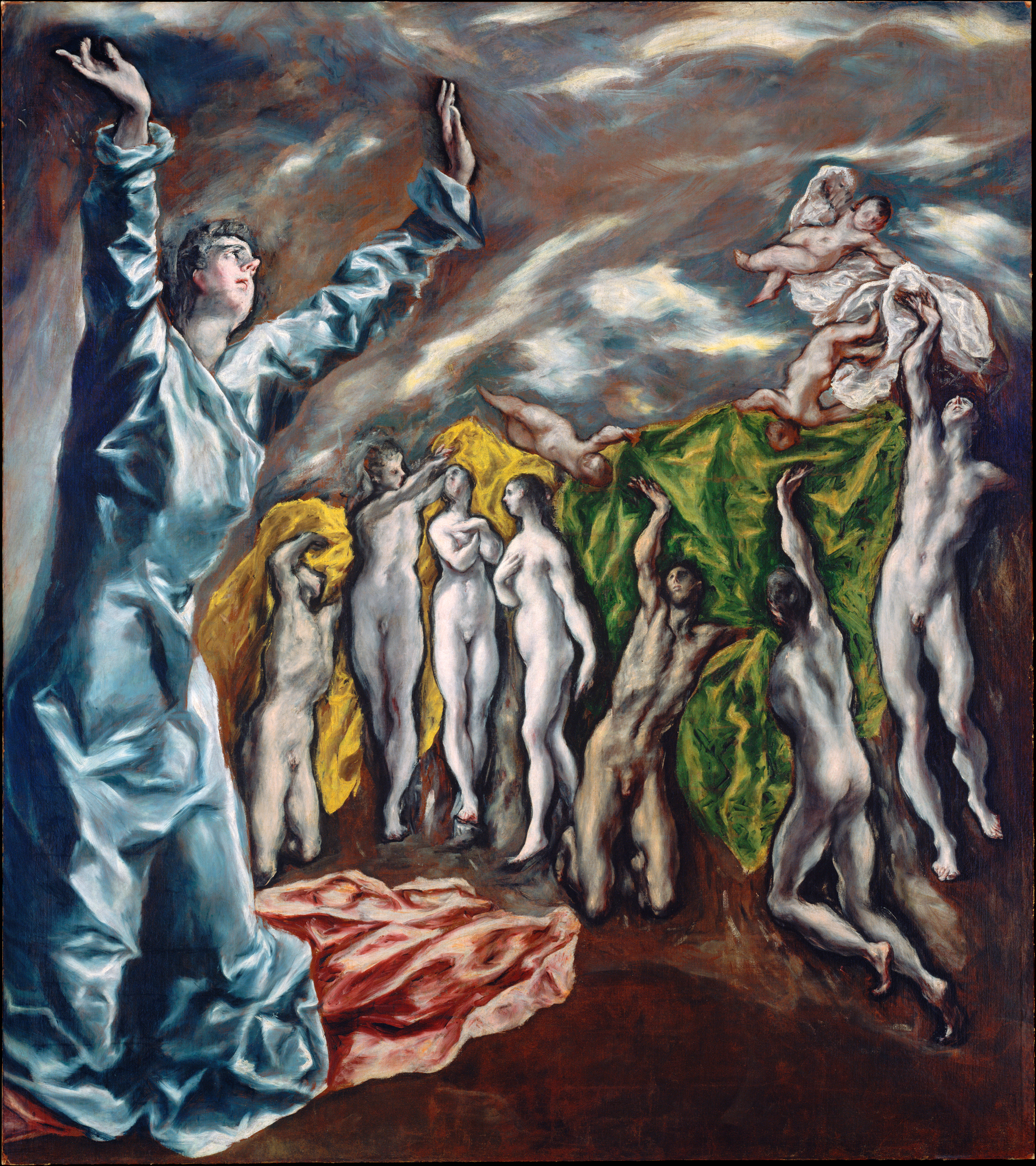
بازشدن مهر هفتم